# 幽岩寺塔
幽岩寺塔，位于中国福建省古田县鹤塘镇幽岩村，为一个省级文物保护单位，类型为古建筑及历史纪念建筑物，为第三批福建省文物保护单位，公布时间为1991年4月17日。
幽岩寺塔的历史年代为宋。